# Rue Montcalm
Rue Montcalm är en gata i Quartier des Grandes-Carrières i Paris artonde arrondissement. Gatan är uppkallad efter den franske militären Louis-Joseph de Montcalm (1712–1759). Rue Montcalm börjar vid Rue Damrémont 78 och Rue Marcadet 202 och slutar vid Rue du Ruisseau 65–71.

## Omgivningar
- Sainte-Geneviève des Grandes Carrières
- Saint-Jean de Montmartre
- Square Léon-Serpollet
- Square Raymond-Souplex
- Impasse des Cloÿs
- Passage des Cloÿs
- Rue des Cloÿs

## Bilder
| - Gatuskylt. - Sainte-Geneviève des Grandes Carrières. - Saint-Jean de Montmartre. - Impasse des Cloÿs. |

## Kommunikationer
- Tunnelbana – linje  – Lamarck – Caulaincourt
- Tunnelbana – linje  – Jules Joffrin
- Busshållplats Damrémont – Marcadet – Paris bussnät

### Webbkällor
- ”Rue Montcalm”. Mairie de Paris. https://web.archive.org/web/20150910070044/http://www.v2asp.paris.fr/commun/v2asp/v2/nomenclature_voies/Voieactu/6388.nom.htm. Läst 9 september 2023.
- ”Rue Montcalm”. Les rues de Paris. https://web.archive.org/web/20190609154235/http://www.parisrues.com/rues18/paris-18-rue-montcalm.html. Läst 9 september 2023.